# Анета Светиева
Анета Светиева (рођена 1944) је српска сликарка.

## Биографија
Рођена је 1944. године у Битољу. Дипломирала је на Факултету ликовних уметности Универзитета уметности у Београду 1968. и завршила је постдипломске студије у Београду 1970. у класи професора Јована Кратохвила. Члан Удружења ликовних уметника Србије је од 1970. године. Самостално је излагала цртеже и скулптуре у галерији Коларчевог универзитета 1970, учествовала је на групним изложбама УЛУС-а и Октобарског салона 1969. и 1970. и изложби скулптура у слободном простору Београда 1970. године. Добитница је награде за „Велики акт” из фонда „Илија Коларовић”, награде за целокупан рад из фонда „Сретен Стојановић” и награде УЛУС-а на изложби „Човек, машта” за скулптуру „Портрет жена”.